# Cimetière nouveau de Vitry-sur-Seine
Le cimetière nouveau de Vitry-sur-Seine est un des cimetières communaux de la commune de Vitry-sur-Seine, dans le département du Val-de-Marne. Il est situé rue du Général-Malleret-Joinville.

## Description

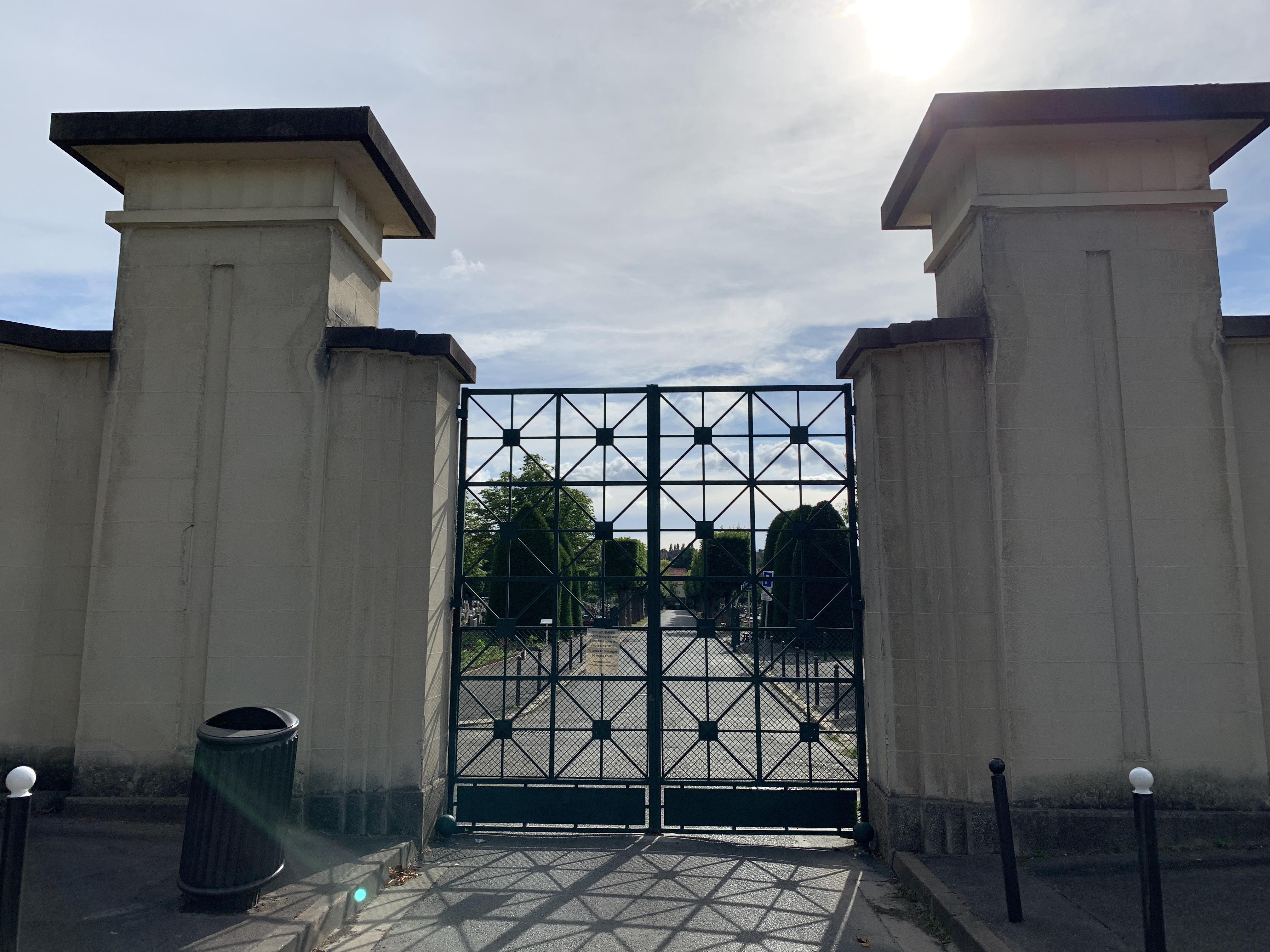
L'entrée du cimetière Nouveau.

Le cimetière nouveau comprend deux zones d'inhumation pour un total de 12000 concessions réparties en 22 divisions: Une des zones est dite en terrain commun, gratuite pour 5 ans, l'autre en en terrains concédés.
Sa superficie est de 6.5 hectares.
La commune  de Vitry-sur-Seine est membre du Syndicat intercommunal funéraire de la région parisienne.

## Historique
La création de ce cimetière remonte à 1935.
Le 27 avril 1944, lors du bombardement du centre de triage ferroviaire de Villeneuve-Saint-Georges par la RAF, une bombe tomba sur l'emplacement du nouveau cimetière municipal.

## Personnalités
- Maurice Boudou (1923-1944), fusillé sommairement par les Allemands le 20 août 1944 à Vitry-sur-Seine[4].
- Lionel D (1961-2020), animateur de radio et rappeur[5].